# エニューオー
エニューオー（古希: Ἐνυώ, Enȳō, 「恐怖」の意）は、
ギリシア神話における女神またはダイモーンで、長母音を省略してエニュオとも表記される。
主に2人が知られており、以下に説明する。

## 殺戮の女神エニューオー
殺戮および戦闘の女神で、エニューアリオス（戦いの神アレースの別名）の女性形である。
ギリシア神話の争いの女神エリスと同一視されている。
またローマ神話のベローナと同一視されている。
エニューオーは「都市の破壊者」の別名によって知られる古代のケールあるいはダイモーンで、ヘーシオドス『ヘーラクレースの盾』に描かれたように、しばしば血にまみれ武器を携えた姿で描かれた。
アテーナーと名を並べて語られるほど強く恐ろしい戦女神である。戦争の神アレースの供として戦場に立ち、残忍な「キュドイモス（乱戦）」を従えている、
アレースの母とも娘とも姉妹とも様々に言われてきた。
パウサニアース『ギリシア案内記』1巻8章4節では、アテーナイのケラメイコスにはアレースの神殿があり、祭神アレース像、アプロディーテー像、アテーナー像と並び、プラクシテレースの息子たちが制作したエニューオー像があったとされる。

## グライアイのエニューオー
ポルキュースとケートーの娘であるグライアイ姉妹の1人で、ゴルゴーンの姉妹でもある。
ヘーシオドスの『神統記』ではグライアイはペンプレードーとエニューオーの姉妹であり、頬美しい老女で灰色の髪をしており、エニューオーはサフラン色の衣を纏っている。
ヒュギーヌス『神話集』序文ではペンプレードー、エニューオー、ペルシス（またはデイノーン）の姉妹、アポロドーロス『ビブリオテーケー』ではペンプレードー、デイノー、エニューオーの3人の姉妹をグライアイと呼び、生まれながらに老婆で、3人は一つの目と一つの歯を持ち、互いに共有していたが、ゴルゴーン退治のため英雄ペルセウスは「翼のあるサンダル・キビシス（ゴルゴーンの首を入れるための袋）ハーデースの兜を持つニュンペーの居場所」を尋ねるため、彼女たちの目と歯を奪い、道を示すまで返さなかった。
詳しくはグライアイの項を参照。 